# Zajzoni Rab István
Zajzoni Rab István (Zajzon, 1832. február 2. – Brassó, 1862. május 15.) csángó költő.

## Élete
Evangélikus családban született. Tanulmányait a brassói gimnáziumban végezte. Az 1848-as forradalom napjaiban az iskolát elhagyta, ám később visszatérvén mégis érettségi vizsgát tett. Szülei azt szerették volna, hogy fiukból pap vagy tanító legyen, ezért Rab István apja kívánságának megfelelően Pestre utazott, hogy teológiát tanulhasson, azonban a bölcsészkarra iratkozott be. Példaképéül Kőrösi Csoma Sándort választotta, és serényen nekilátott a keleti nyelvek tanulásának. Hunfalvy Pál és Repiczky János kedvenc növendéke volt. 1855-ben Bécsben fél éven keresztül hallgatott hittudományi előadásokat, majd belügyminisztériumi fogalmazó lett. Itteni tartózkodása során napvilágot látott két önálló verseskötete is: 1857-ben a Magyarok kürtje, 1859-ben pedig a Kordalok. Verseinek merész hangvétele miatt távozni kényszerült Bécsből, ám 1859 decemberében vissza kívánt térni ide, hogy teológiai tanulmányait befejezhesse. Terve nem sikerült, mivel Pesten részese lett a Táncsics Mihály által irányított forradalmi eszméket tápláló Habsburg-ellenes ifjúsági mozgalomnak. Táncsiccsal együtt tartóztatták le 1860. február 19-én. Szeptemberig ült börtönben, ekkor tüdőbajára való tekintettel szabadon bocsátották.
1861 szeptemberétől munkatársa lett a Hölgyfutár, az Alföld, a Vasárnapi Ujság című lapoknak, valamint a Családi Kör-t is szerkesztette. Harmadik verseskötetét is ebben az évben adták ki, melynek címe: Börtöndalok.
Az említett újságok prózai írásait közölték, mellyel a közvélemény figyelmét felhívta a Brassó melletti Hétfalura illetve annak szokásvilágára. Csak Rab István írásaiból ismerhetjük meg a hétfalusi kakas-ünnepet vagy a Gergely-járást. 1862-ben az Ország Tükre című lapban látott napvilágot egy írása, mely a boricatáncról szólt, s egyúttal a ma is élő hétfalusi férfitánc szakirodalmát is megalapozta.
Egészsége folyamatosan romlott, szándékában állt hogy segédlelkészi vagy segédtanítói állást elvállalva visszatérjen szülőföldjére. Brassóba érkezése után már csak két napot ért meg. 1862. május 13-án hunyt el, örök nyugalomra május 16-án helyezték a brassói evangélikus temetőben. Földi maradványait 1872-ben szülőfalujának sírkertjébe vitték át, itt egy zajzoni kőfaragó megalkotta brassói síremlékének mását. Az 1980-as évek során, a brassói evangélikus temető felszámolásakor Zajzoni Rab István eredeti síremléke megsemmisült.

## Emlékezete
Az 1849 utáni Petőfi-követők sorában számon tartott, verseiért börtönt is viselt hétfalusi csángó költő és a Bach-korszakban a magyar–román–szász megbékélésért szót emelő publicista  emlékezetét mint helyi hagyományt elsősorban szűkebb pátriája ápolja. Már születésének centenáriumát megelőzően Szurgent József egy tanulmányban elevenítette fel a Véndiákok Lapjában életét és pályáját, s ugyancsak a centenárium küszöbén jelent meg Erdélyi Pál Zajzoni Rab István életéhez új adatokkal szolgáló adattára az Erdélyi Múzeumban (1931/10–12).
1932-ben a Bukarestben élő Papp Béla orvos kezdeményezte neves földije centenáriumának megünneplését. Az emlékünnepélyen Nikodémusz Károly brassói evangélikus lelkész és költő tartott előadást, amelyet Zajzoni-versek szavalatai követtek. 1940-ben Jakab András, szintén Bukarestben élő csángó szobrász elkészítette mellszobrát, majd egy második szobor is készült róla, a bácsfalusi születésű Istók János alkotása. A második világháború alatt, illetve azt követően mindkettő elkallódott.
A második világháború után felújult iránta az érdeklődés. Az új romániai magyar irodalom tankönyvek Gaál Gábor vezette kolozsvári munkacsoportja keretében 1947–48-ban sor került művének újraolvasására, a tankönyv azonban nem készült el, s a róla írott rövid fejezet sem jelent meg. Nem sokkal később Bálint András és Taizs (Hétfalusi) Márton kezdték kutatni életét: előbbi Barcasági csángó-magyarok című, 1950-ből származó kéziratában foglalkozott a költővel és műveivel, utóbbi a budapesti Országos Levéltárban megtalálta, és az Irodalmi Újságban (1955. december 1.) ismertette Zajzoni 1862-es felségsértési perének iratait. Ezzel párhuzamosan Tamási Áron Hazai tükör című regényében (Budapest, 1953) emlékezett meg „Zajzonfalva szárnyas költőjé”-ről. 1956-ban a tatrangi származású Révi Ilona nemzetgyűlési képviselő biztatására Halász Gyula brassói tanár egy Zajzoni-kötetet állított össze, amely 1958-ban jelent meg az ÁIMK Haladó Hagyományaink című sorozatában. (A kötet bevezető tanulmányát Bencze Mihály tette közzé 2004-ben.) Elkészült két államvizsga-dolgozat is: a Kicsi Antalé 1958-ban és a Fodor Sándor brassói tanáré 1960-ban. Beke György az Orbán Balázs nyomdokain című, Fodor Sándorral és Mikó Imrével közös kötetben (Bukarest 1968), Csángó krónika című írásában idézte fel – immár a nyilvánosság előtt is – emlékezetét.
Megemlékező műsorra került sor 1972. szeptember 1-jén, amikor a brassói magyar evangélikus temetőből a költő földi maradványait a zajzoni evangélikus temetőbe helyezték át. (A temetőben, a 38-as parcellán azonban ott maradt a Zajzoni-emlékmű, amelyet később, 1987-ben, a temető erőszakos felszámolása során semmisíttetett meg a hatóság.) A műsor keretében a hétfalusi csángó dalárda Zajzoni néhány megzenésített versét énekelte; a Brassói Lapokban ez alkalommal Apáthy Géza emlékezett a költőre. Ezt követően egy, a Barcaság történetének szentelt írásában Vogel Sándor tért ki Zajzonira is (Korunk 1974/10), s egy Kelemen Kálmán szerkesztette Csángók című kötet (Budapest, 1975) szentelt nagyobb teret élete és költészete bemutatásának. Ugyanakkor 1975-ben született Bencze Mihály Zajzoni Rab István című verse, amely kéziratban terjedt a kolozsvári egyetemisták körében. Közben Nagy János helytörténész-tanár felkutatta a költő kolozsvári könyvtárakban fellelhető köteteit és az egykorú sajtóban megjelent írásai nagy részét, Magdó János orvos pedig a költő eredeti kiadású versköteteit, prózáját, a vele kapcsolatos kiadványokat gyűjtötte össze. Az ifjúság érdeklődésének jele, hogy szakdolgozatot, tanulmányt többen is írtak erre a két gyűjteményre támaszkodva (Apáthy Géza, Fülöp Éva, Jakab Márta, Könczei Csilla, Sipos András, Szenyei Sándor).
Újabb alkalom volt a megemlékezésre a költő születésének 150. évfordulója, amikor a Brassói Lapok egész oldalas összeállítást közölt róla (1982. május 21.), valamivel később pedig A Hétben (1982. november 11.) Kisgyörgy Zoltán idézte emlékét.
Az 1989-es változás Zajzoni Rab István életművének szélesebb körű megismertetését is lehetővé tette. Bencze Mihály kezdeményezésére már 1990 januárjában a költőről nevezték el az önállósult hétfalusi magyar középiskolát, majd 1992-ben Magdó János, Nagy János és Bartha Judit gondozásában megjelent az Erdély zugából című Zajzoni-kötet, amely prózájának nagy részét tartalmazza. Ugyancsak 1992-ben közölte a Brassói Füzetek Nagy János „Nemzete s neve Rab vala…” című nagyobb tanulmányát, s még abban az évben türkösi Szász Benedek István a költő mellszobrát is elkészítette. A következő évek a reá vonatkozó szakirodalom gyarapodását hozták: Olosz Katalin megtalálta zsengéit és útinaplójának kéziratát, Szepes Mária elvégezte kézírásának grafológiai elemzését, Kisgyörgy Zoltán és Bartha Judit elkészítették családfáját. 2002-ben a Hétfalusi Magyar Művelődési Társaság kiadásában, Hochbauer Gyula, Kovács Lehel és Bartha Judit gondozásában megjelentek Válogatott versei.
2004-ben került tisztelői kezébe, Bencze Mihály és Magdó János előszavával, a költő életművének teljes kiadása, a három kötetet, közel 900 oldalt kitevő Összegyűjtött írások. Ennek első kötete a költő életrajzát és utóéletének adattárát, a kortárs és utóvisszhang bő válogatását (többek között Szabados János, Csermelyi Sándor, Demeter Sándor, Halász Gyula, Rab Sámuel, Bencze Mihály, Mezei István Zajzoni emlékének szentelt verseit), valamint a költő 1860-as perének iratait tartalmazza; a második kötet naplójegyzeteit, Bukuresti utazás című cikksorozatát és zsengéit, az 1859-es Humorisztikus képes új évi Naptárba írott verses és prózai szövegeit, az egykorú sajtóban megjelent prózai írásait és leveleit; végül a harmadik kötet Magyarok kürtje (1857), Kordalok (1859) és Börtöndalok (1861) című köteteinek, valamint hátrahagyott verseinek teljes anyagát, a kötetek mellékleteiben pedig többek között Istók János, Szász Benedek István és Jakab András szobrainak, Csutak Levente grafikáinak reprodukcióit.
2005-ben Bencze Mihály matematikus, költő megalapította a Zajzoni Rab István-díjat, amely először 2006. október 1-jén került kiosztásra.

## Munkái
- A magyarok kürtje (Bécs, 1857)
- Kordalok (Bécs, 1859)
- Börtöndalok (Pest, 1861)